# Златни ретривер
Златни ретривер је пас који обожава контакт са људима, члановима породице, посебно са децом. Ужива у кућној атмосфери.
Веселе је нарави и бескрајно одан свом власнику, спреман да се одушевљено одазове сваком његовом позиву и да му се у потпуности посвети. Своју животну радост, која може бити поремећена само недостатком љубави и недовољним контактом с укућанима, изражава скакањем, махањем репа, додиривањем њушком и ударцима шапа. Када жели привући пажњу, не бира средства, оглашавајући се снажним лавежом или упорним цвиљењем. На исти начин најављује и нечији долазак, дочекујући госта с великим одушевљењем, што свакако није препорука за доброг чувара.
За златне ретривере је карактеристично да се лако дресирају и јако су стрпљиви и њежни према деци. Умеју да запамте и до 50 команди у току живота. С обзиром да воле да удовоље власницима дресура за њих представља забаву. Због развијеног њуха користе се за лов, трагање и као службени пси за откривање наркотика, такође се због великог стрпљења и послушности користе као пси водичи слепих особа. Погодни су за држање у кући или стану уз довољно дневне шетње и истрчавања, а јако воле доношење лоптице или штапа. Битно је да се правилно хране и имају довољно активности, јер у противном долази до прекомерне тежине.

## Карактеристике
Генетички су подложни дисплазији кукова и наследним очним деформацијама. Честе су кожне алергије које одмах захтевају ветеринарску помоћ. Животни век им је 10-12 година.
- Глава
  - Глава и лобања: Пропорционална глава са широко, лагано заобљеном лобањом која је добро насађена на врат. Њушка снажна, широка и дубока. Дужина њушке приближно је једнака дужини од добро израженог стопа (део лобање који почиње на крају њушке, па се пење до почетка чела) до „квржице памети“ (лагано избочена кост на крају потиљка). Нос је обично црн, али могуће је да посветли у зимском периоду или код женки у циклусним раздобљима (хормони), па да више никада не поврати првобитну боју (што није правило).
  - Очи: тамносмеђе, сразмерно широко постављене, средње величине.
  - Уши: средње, умерене величине. Усађене су на, отприлике, једнакој раздаљини са очима.
  - Уста: Снажна вилица са савршеним, правилним и комплетним зубима (42 комада), шкарастим загризом (горњи зуби морају прелазити преко доњих, незнатно их додирујући, усправно постављени у вилици).
  - Врат: Добре дужине, мишићав и „чист“ (без обешене коже).
- Тело
- Предњи део: Предње ноге су равне, добрих костију, рамена леже доста према назад, лактови су постављени близу. Лопатица и надлактица требало би да буду једнаке дужине (под углом од 90 степени), тако да ноге буду постављене прилично дубоко испод тела.
- Задњи: Шапе и ноге су чврсте и мишићаве. Колена су добро савијена. Скочни зглобови (пете) су ниско смештени, не иду ни према напољу ни према унутра. Крављи став је непожељан.
  - Ношење: Уравнотежено, са снажним прсним кошем. Ребра су дубока и добро заобљена. Леђна линија је равна.
  - Шапе: Округле, мачје.
  - Реп: Постављен и ношен у равнини леђа, треба досезати до скочних зглобова.
- Кретање: Треба бити снажно, али лагано, без икаквих напора. Равно и сигурно, гледајући од напред и назад. Кораци би требало да буду дуги и слободни без високог дизања предњих ногу.
- Длака: Равна или таласаста, са много реса и густом водоотпорном поддлаком.
  - Боја: Било која варијанта златне или крем боје, никако црвене или махагониј боје. Неколико белих длака на прсима је дозвољено.
- Висина: Од гребена (врха лопатице) до пода: мужјаци 56-68 cm, женке 51-58 cm.
- Тежина: мужјаци 27-36 kg, женке 25-32

Напомена: Мужјаци би требало да имају два наизглед нормална тестиса који се скроз спуштају у мошнице.